# Айва
Айва́  (лат. Cydōnia) — монотипный род древесных растений семейства Розовые (Rosaceae). Вид Айва обыкнове́нная, или Айва продолгова́тая (лат. Cydonia oblonga) — единственный представитель этого рода, плодовая культура.

## Ботаническое описание
Листопадное дерево или кустарник высотой от 1,5 до 4—5 м, с косо вверх поднимающимися ветвями.
Кора тонкая, чешуйчато-лупящаяся, на стволе и старых ветвях тёмно-серая, красновато-бурая или черновато-коричневая, гладкая; на молодых — буровато-серая, шерстисто-войлочная; побеги серо-зелёные, густо войлочноопушённые.
Листья очерёдные, яйцевидные или овальные, иногда широкоэллиптические, реже округлые, цельнокрайные, на вершине острые или тупые, с клиновидным, реже округлым или слегка сердцевидным основанием, сверху тёмно-зелёные, голые, снизу сероватые от войлочного опушения, длиной 5—10, до 12 см, шириной до 7,5 см, с черешком до 2 см. Прилистники опадающие, с железистыми волосками, обратно-продолговато-яйцевидные, реже ланцетные, длиной 6—12 мм, шириной 4—6 мм.
Цветки правильные, большей частью одиночные, на коротких войлочно-опушённых цветоножках. Чашечка пятираздельная, остающаяся при плодах. Венчик бледно-розовый, белый или розовый, крупный, до 4,5—5 см в диаметре; лепестки обратнояйцевидные, с коротким ноготком. Тычинок 15—25, обычно 20. Пестик с нижней пятигнёздной, сросшейся с гипантием завязью; столбиков пять, густо опушённые, каждый из которых заканчивается косым выемчатым рыльцем; плодолистиков пять с железисто-пильчатыми краями, снаружи войлочно-опушённые, прикреплённые к верхнему краю кувшинообразно расширенной части гипантия; чашелистиков пять, цельные, продолговатые, отогнутые. Цветёт в мае — июне.
Плод — ложное яблоко с пятью многосемянными гнёздами, опушенное (пушок легко смывается), почти шарообразное или грушевидное, нередко тупоребристое, лимонного или тёмно-жёлтого цвета, иногда с красноватым односторонним «загаром», вначале войлочноопушённое, при созревании гладкое и твёрдое, диаметром 2,5—3,5 см у диких и до 15 см у культурных форм. Мякоть очень ароматная, малосочная, жёсткая от многочисленных каменистых клеток. Вкус терпкий, вяжущий, сладковатый. Семена красновато-коричневые, обратнояйцевидные, неправильно угловатые, с сильно ослизняющейся снаружи кожурой; вес 1000 семян 24—44 г. Плоды созревают в сентябре — октябре.
| |  |  |  |  |  |
| Слева направо: цветущее дерево; ветвь с листьями; цветок; плоды на дереве; плод; поперечный разрез плода |  |  |  |  |  |

## Распространение
Растение является одной из древнейших плодовых культур, известных человечеству более 4000 лет. Родиной айвы считают Кавказ, откуда она попала в Малую Азию, а далее — в Древнюю Грецию и Рим.
В природе ареал охватывает Кавказ, Закавказье и Среднюю Азию: Азербайджан, Дагестан и Туркменистан (Копетдаг). Широко распространилось и натурализовалось по всему Средиземноморью, умеренным районам Азии, южным и центральным районам Европы. Культивируется во многих районах Европы (до Шотландии и Норвегии, 63°50’ с. ш.), Северной и Южной Африке, Северной и Южной Америке, Австралии и Океании.

## Экология
Айва произрастает на равнинах в лесах по опушкам, на полянах и вырубках, по берегам водоёмов и по склонам в нижнем поясе гор, поднимаясь до 1400 м над уровнем моря. Предпочитает глубокую, рыхлую, плодородную и влажную почву. Встречается на песчаных, аллювиальных почвах, краснозёмах, чернозёмах, а также на затопляемых болотистых местах.
На Кавказе растёт на сухой почве вместе с дубом, мушмулой, кизилом, боярышником, шиповником; при этом часто произрастает вокруг зарастающих водоёмов, образуя заросли между прибрежными травами и парротией персидской. Долгое время может расти при недостатке влаги или без орошения; при этом легко выдерживает сильное увлажнение — так, в Астраханской области айва меньше других плодовых деревьев страдает от половодья.
Айва наиболее урожайна на тяжёлых суглинках, но на супесных почвах раньше плодоносит. При этом на сухих почвах плоды мельче и суше, а на влажных — более сочные, но деревянистые и вяжущие. Плоды культурных деревьев достигают 2 кг, диких — 60—100 граммов. Дикая айва плодоносит плохо — по 2—10 плодов на растение.
Размножение семенами (получаются сильные дички), черенками, корневой порослью и прививкой.
Почти все старые деревья поражены сердцевидной гнилью, вызываемой грибком Fomes fulva. Грибок Sclerotinia cydoniae поражает листья, что сильно отражается на общем размере дерева и его урожайности.

## Растительное сырьё

### Химический состав
Семена содержат слизь (до 20 %), гликозид амигдалин (0,53 %), крахмал, дубильные вещества, фермент эмульсин, жирное масло (8,15 %), содержащее глицериды миристиновой и изолеиновой кислот.
В зрелых плодах содержится сахар (до 10,85 %, в том числе фруктоза — до 6,27 %), дубильные вещества (0,66 %), протопектины (4,7 %), эфирное масло и органические кислоты (1,22 %: яблочная, лимонная, винная). В кожице плодов найдены энанто-этиловый и пелларгоново-этиловый эфиры, придающие плодам специфический запах. Сок из плодов содержит яблочную кислоту (около 3,5 %), сахара и камедь.

### Заготовка
Плоды собирают зрелыми, мякоть отправляют на дальнейшую переработку, а семена сушат при температуре 40—50 °C. Листья собирают в июне — июле, после сушат под навесом или в сушилке, при температуре 40—50 °C. Семена и листья хранят в плотно закрытой таре в течение одного года.

### Фармакологические свойства
В лечебной практике применяют плоды, семена и листья айвы. Лекарственные препараты, изготовленные с использованием айвы, обладают общеукрепляющим, мочегонным, вяжущим, противоязвенным и противобактериальным действием. Свежие плоды используют как жёлчегонное и мочегонное средства. Семена айвы в виде отвара применяются в медицинской практике в качестве обволакивающих средств для уменьшения местного раздражающего действия других лекарственных веществ и замедления их всасывания.
Семена обладают слабительными, отхаркивающими и смягчающими свойствами (из VIII издания Государственной фармакопеи СССР эти средства исключены).

## Хозяйственное значение и применение
Айва в Средиземноморье считалась в древности символом любви и плодородия и была посвящена богине Венере. Полагают, что именно айва была тем «яблоком», которое Парис преподнёс Афродите. Айва же была теми «золотыми яблоками», растущими в сказочном саду Гесперид. В Древней Греции айва пользовалась таким спросом и почётом, что её непременно вкушали молодожёны в день свадьбы, чтобы их жизнь была хороша, как благородный аромат айвы.
Айва разводится как плодовое дерево, дающее красивые и душистые плоды, и как подвой для прививки груш в формовой культуре. Привитые на айву груши имеют карликовый рост, раньше вступают в плодоношение и дают плоды лучшего качества. И. В. Мичурин вывел морозоустойчивый сорт айвы 'Северная', имеющий большое значение для продвижения карликовой культуры в более северные районы.
Плоды употребимы в пищу и в сыром виде, однако из-за жёсткой мякоти и терпкого вкуса их чаще используют для приготовления прохладительных напитков, компотов, желе, джемов, варенья, мармелада и как приправу к мясу. Слово «мармелад» образовано от португальского названия айвы — marmelo.
В народной медицине семена айвы применяются при запоре, колитах, метеоризме, заболеваниях дыхательных путей, маточных кровотечениях, при кашле. Зрелые плоды применяют при туберкулёзе, бронхиальной астме, желудочно-кишечных заболеваниях. Водный раствор слизи употребляется для изготовления глазных примочек, с косметическими целями, для укрепления волос.
Слизь применяют в текстильном производстве для наведения лоска на ткани; водный отвар может заменить аравийскую камедь.
Ценность листьев айвы обусловлена наличием в них уникального гликозида амигдалина (вит. В17), который оказывает благоприятное воздействие на сердце и сосуды, а также способствует восстановлению обмена веществ. Кроме того, листья айвы обладают антимикробным, противовоспалительным, вяжущим, обволакивающим, отхаркивающим, кровоостанавливающим действием. Настой показан при гипертонии и сахарном диабете.
В некоторых странах айву кладут в платяные шкафы для придания белью и одежде приятного запаха, таким образом, она выступает в роли своеобразного саше.
Айва также разводится как декоративное растение; она пригодна для создания живых изгородей, хорошо переносит стрижку.

### Свойства и характеристики древесины
Древесина айвы — заболонная, светло-жёлтая или розовато-жёлтая, рассеяннососудистая, с плохо заметными годичными кольцами, твёрдая, хорошо полируется. В промышленности используется очень редко. В России эксплуатация не перспективна из-за малых запасов. На севере Индии используется в кустарном и мелкосерийном производстве резных и токарных изделий, сувениров, мелких поделок.

## Таксономия
Cydonia oblonga Mill., The Gardeners Dictionary: eighth edition The gardeners dictionary: eighth edition; CYD-CYN. 1768.

### Синонимы
- Pyrus cydonia L., 1753
- Sorbus cydonia Crantz, 1763
- Pyrus-Cydonia cydonia Weston, 1770
- Cydonia cydonia (L.) Pers., 1806.
- Cydonia vulgaris Pers., 1807.
- Cydonia communis Loisel., 1809.
- Cydonia europaea Savi, 1811.
- Cydonia sumboshia Buch.-Ham. ex D.Don, 1825.
- Cydonia vulgaris var. oblonga (Mill.) DC., 1825.
- Cydonia maliformis Beck, 1890.

### Формы
В рамках вида выделяют ряд форм:
- Cydonia oblonga f. pyramidalis C.K.Schneid. — с пирамидальной кроной;
- Cydonia oblonga f. marmorate C.K.Schneid. — листья с жёлтыми и белыми пятнами;
- Cydonia oblonga f. maliformis C.K.Schneid. — с яблоковидными плодами;
- Cydonia oblonga f. pyriformis Rehd. — с грушевидными плодами;
- Cydonia oblonga f. lusitanica C.K.Schneid. — с грушевидными, ребристыми плодами.

### Сорта
Из сортов, выведенных в СССР и культивируемых на территории России и сопредельных государств, наиболее используемыми являются:
| Культивируемые на Кавказе - Атбаши — культивируется в Закавказье - Далминская сладкая — культивируется в Закавказье - Джардаш — культивируется в Закавказье - Кара-айва — культивируется в Закавказье - Карабудахкентская — культивируется на Кавказе - Кыш-айва — культивируется на Кавказе - Мегринская кислая — культивируется в Закавказье - Мегринская крупноплодная — культивируется в Закавказье - Ноемберянская сладкая — культивируется в Закавказье - Ордубадская кислая — культивируется на Кавказе - Ордубадская сладкая — культивируется на Кавказе - Таш-айва — культивируется на Кавказе | Культивируемые на Украине и в европейской части России - Анжарская — культивируется в Крыму - Астраханская айва — культивируется в европейской части России - Айва Мичуринская — культивируется в европейской части России Культивируемые в Средней Азии - Атти-беги - Ранняя ошская - Самаркандская жёлтая - Ташкентская обыкновенная - Ширин-беги |

Среднеазиатские сорта уступают кавказским по величине плодов, но превосходят по вкусовым качествам. Сорта, выведенные Лютером Бёрбанком, менее крупноплодны, но характеризуются большей скороспелостью, урожайностью, засухо- или морозоустойчивостью. Самым старым европейским сортом считается Португальская айва, выведенная ещё в Древнем Риме.

## В астрономии
В честь айвы назван астероид (1106) Кидония, открытый в 1929 году немецким астрономом Карлом Райнмутом в Гейдельбергской обсерватории.